# Tobias Gößling
Tobias Gößling (* 1970) ist ein deutscher Wirtschaftsethiker und Hochschullehrer.

## Werdegang
Gößling besuchte das Ratsgymnasium Bielefeld und legte 1989 das Abitur ab. Er studierte Wirtschaftsingenieurwesen in der Fachrichtung Maschinenbau sowie Betriebswirtschaftslehre an der Technischen Universität Darmstadt sowie Industriewirtschaft an der ENSGI in Grenoble. Ab 1996 folgte sein Promotionsstudium an der Universität Witten/Herdecke, wo er im Jahr 2000 bei Birger Priddat zum Dr. rer. pol.promoviert wurde.
Gößling war von 2000 bis 2018 Assistant Professor am Department of Organization Studies der Universität Tilburg (Niederlande). In der Zeit von 2010 bis 2018 war er Vorstandsmitglied des European Business Ethics Network (EBEN) sowie das European Business Ethics Forum (EBEF). Gößling lehrte außerdem als Dozent bzw. Gastprofessor unter anderem an der EDHEC Business School, der Universität Bukarest, der University of Greenwich und der ISM Business School in Paris.
Seit 2019 ist Gößling Professor für Wirtschafts- und Unternehmensethik am Strategie-Department der KEDGE Business School in Bordeaux, wo er auch dem CSR-Center of Excellence angehört. Er ist Autor und Mitherausgeber von zahlreichen Publikationen und Editorial Board Member des Journal of Business Ethics, des Journal of Management and Sustainability und des Business and Professional Ethics Journal.

## Schriften (Auswahl)

### Als Autor
- Entscheidung in Modellen. Die Bedeutung der Kognitionspsychologie für die Entscheidungstheorie unter besonderer Betrachtung der Geltung der Theorie mentaler Modelle für die Bounded rationality. Hänsel-Hohenhausen, Frankfurt am Main 1996, ISBN 3-8267-2291-4.
- Homo Institutionalis. Institutionen und rationale Entscheidungen. Gieselmann, Bielefeld 2006, ISBN 3-923830-57-2.
- Inside Relationships. A review of institutional approaches towards multiorganisational partnerships, alliances and networks. In: T. Gössling, L. Oerlemans, R. Jansen (Hrsg.): Inside Networks. A process view on multi-organisational partnerships, alliances and networks. Edward Elgar, Cheltenham 2007, ISBN 978-1-84542-784-9, S. 13–44.
- mit Joris Knoben: Proximity in Temporary Organisations. In: Patrick Kenis, Bart Cambré, Martyna Janowicz-Panjaitan: Temporary Organisations. Edward Elgar, Cheltenham 2009, ISBN 978-1-84844-085-2.
- Corporate social responsibility and business performance. Theories and evidence about organizational responsibility. Edward Elgar, Cheltenham 2011, ISBN 978-0-85793-237-2.
- Whistle-Blowing. In: Michael S. Aßländer (Hrsg.) Handbuch Wirtschaftsethik. Metzler, Stuttgart 2011, ISBN 978-3-476-02270-7.
- mit W. M. Hoffman: Ethics Officers. In: Michael S. Aßländer (Hrsg.): Handbuch Wirtschaftsethik. Metzler, Stuttgart 2011, ISBN 978-3-476-02270-7.
- mit B. Buiter: Socially Responsible Investment Engagement. In: Ed Freeman, Johanna Kujalla, Sybille Sachs (Hrsg.): Stakeholder Engagement. Clinical Research Cases. Springer International Publishing, Cham 2017, ISBN 978-3-319-62784-7.
- mit Thomas Straub: NGOs, Institutions and Legitimacy. Empirical Findings and a  Research Agenda. In: Jacob Dahl-Rentdorff (Hrsg.) Handbook of Business Legitimacy. Springer, Berlin 2019, ISBN 978-3-030-14623-8.
- mit Anicia Jaegler: Sustainability concerns in luxury supply chains: European brand strategies and French consumer expectations. In: Business Strategy and the Environment. Band 19, Nr. 6, 2020. doi:10.1002/bse.2531

### Als Herausgeber
- mit Frank E.P. Dievernich: Trends und Trendsurfen. Metropolis Verlag, Marburg, 1998, ISBN 3-89518-173-0.
- mit Rob Jansen und Leon Oerlemans: Coalitions and Collisions. Wolf Legal Publishers, Nijmegen 2005, ISBN 90-5850-130-2.
- mit Rob Jansen und Leon Oerlemans: Inside Networks. A process view on multi-organisational partnerships, alliances and networks. Edward Elgar, Cheltenham 2007, ISBN 978-1-84542-784-9.